# Base Antártica Juan Carlos I
La Base Antártica Española Juan Carlos I (BAE Juan Carlos I) es una estación científica de España en la Antártida dependiente del CSIC, a través de su Unidad de Tecnología Marina. Está situada en la península Hurd en la isla Livingston, en el archipiélago de las Shetland del Sur, a 40 metros de la costa y a 12 metros de altura, en el ala del monte Reina Sofía (62°39′46″S 60°23′20″O / -62.66278, -60.38889). Tiene una superficie de 2150 m² y puede albergar como máximo 51 personas.
La base más cercana es la búlgara San Clemente de Ohrid, distante 2,7 km en dirección NE. Se encuentra situada en la costa SE de bahía Sur, en la península Hurd de isla Livingston, a unas 20 millas de navegación de la base española Gabriel de Castilla, situada en isla Decepción.

## Historia

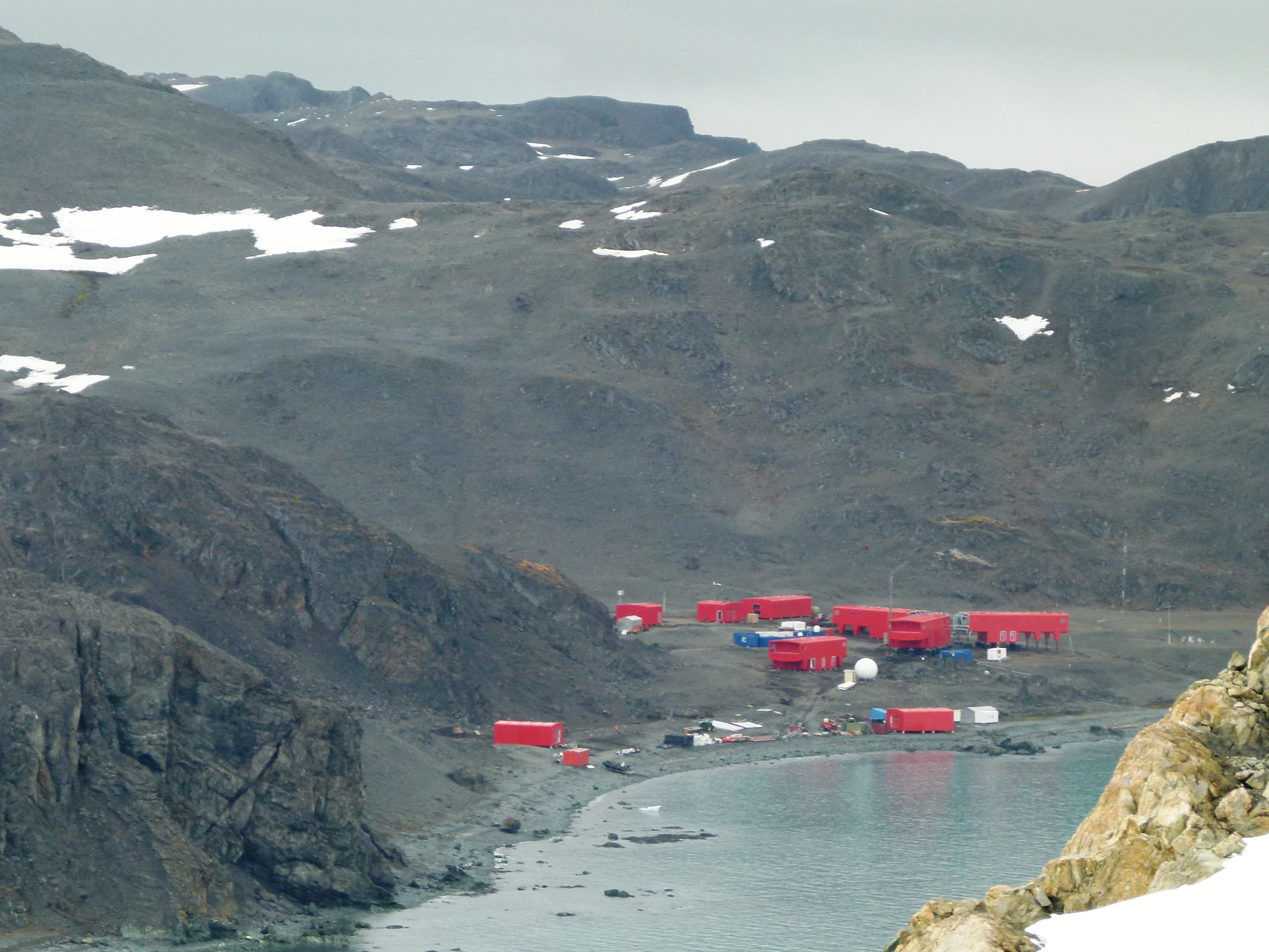
Instalaciones completamente renovadas de la Base Juan Carlos I en 2011.

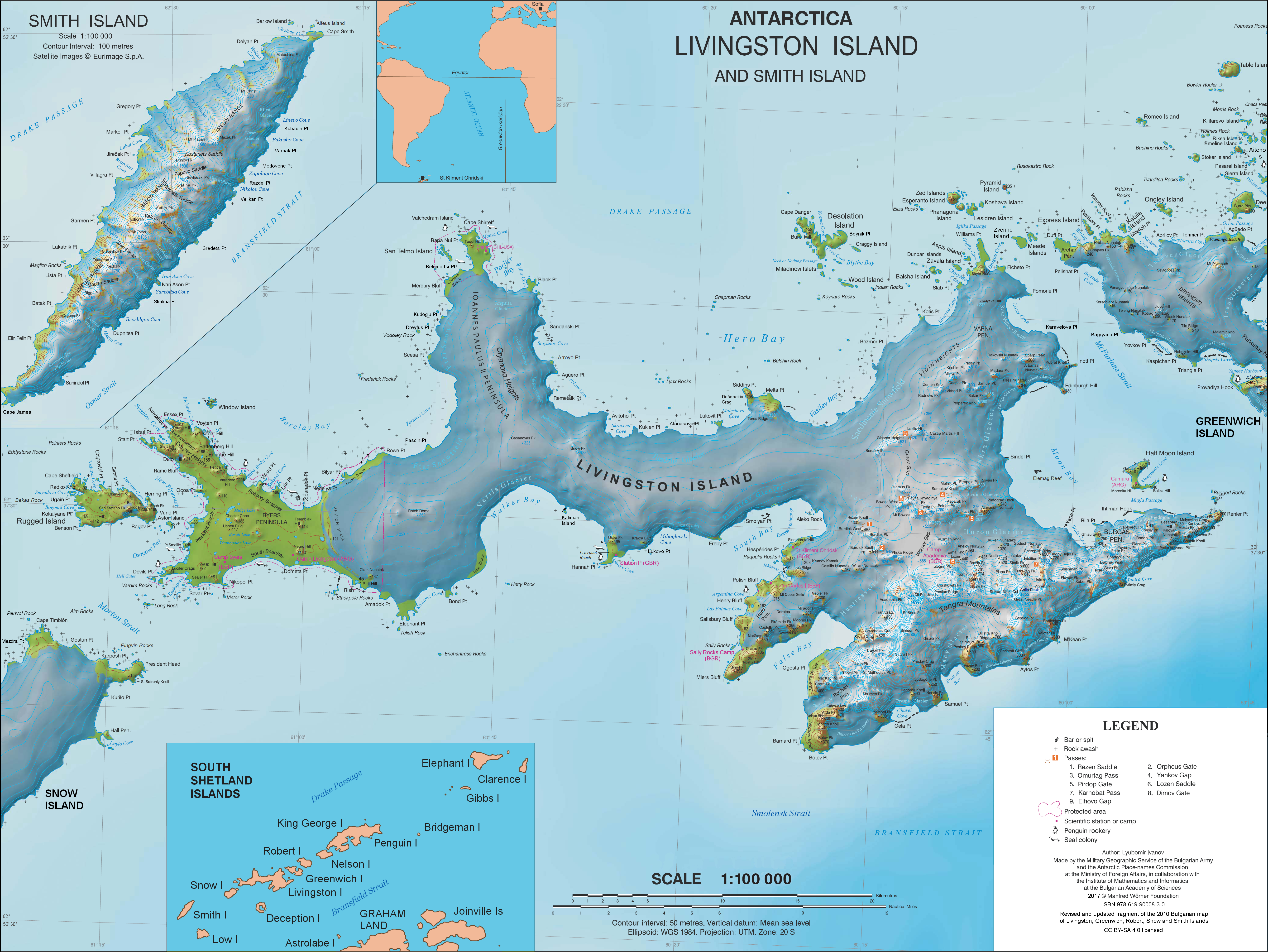
Mapa topográfico de las islas Livingston y Smith.

El montaje de la instalación comenzó el 8 de enero de 1988 y el 11 de enero se izó la bandera española en la que era la primera base española en la Antártida. La base únicamente permanece ocupada durante el verano austral, entre noviembre y marzo. Las actividades se realizan en los alrededores de la base, así como en un campamento temporal, llamado campamento Byers, situado en la península Byers.
Desde 1999 la Unidad de Tecnología Marina (UTM) del CSIC (anteriormente UGBOIP) asume la gestión técnica y logística de la base Juan Carlos I.
Como todas las instalaciones antárticas españolas, tiene como objetivo apoyar las actividades de España en la Antártida, en particular la realización de los proyectos de investigación científica que coordina el Programa Nacional de Investigación en la Antártida (PNIA).
El apoyo logístico y de mantenimiento lo realiza desde 1991 el Buque de Investigación Oceanográfica Hespérides, apoyado por el BIO Las Palmas, ambos de la Armada española, aunque se espera que el segundo sea sustituido por un buque de acción marítima (BAM) modificado a tal efecto.
En el año 2004 el satélite Nanosat 01 estableció un enlace de comunicaciones entre la base y la península ibérica. Tras finalizar su vida útil fue sustituido en el año 2006 por el Spainsat y está previsto que sea sustituido por el Spainsat NG I y II en el año 2023, con una vida operativa de 15 años, hasta 2039.
La base ha sufrido diversas remodelaciones; la más reciente finalizó en 2018 y fue inaugurada por el ministro de Ciencia, el astronauta Pedro Duque, el 2 de febrero de 2019. Esta última reforma supuso la construcción de «nuevas instalaciones [que] han permitido duplicar su capacidad, hasta las 51 personas, y aumentar el espacio disponible para el personal científico y técnico en los laboratorios».

## Mapas
- Isla Livingston: Península Hurd. Mapa topográfico de escala 1:25 000. Madrid: Servicio Geográfico del Ejército, 1991.
- L. L. Ivanov. Antarctica: Livingston Island and Greenwich, Robert, Snow and Smith Islands. Scale 1:120000 topographic map. Troyan: Manfred Wörner Foundation, 2009. ISBN 978-954-92032-6-4.